# Pigouův efekt
Pigouův efekt (efekt reálných peněžních zůstatků) je v ekonomii termín označující stimulaci výstupů a zaměstnanosti způsobenou zvyšováním spotřeby kvůli růstu reálných peněžních zůstatků, zejména během deflace. Termín byl pojmenován po Arthurovi Cecilovi Pigouovi Donem Patinkinem v roce 1948.
Hodnota peněz držených veřejností jako část bohatství závisí na cenové úrovni. Když cenová hladina roste, daná zásoba nominálních peněz ztrácí hodnotu, když ceny klesají, hodnota dané zásoby nominálních peněz se zvyšuje. Zvyšuje-li se toto reálné bohatství, lidé zvyšují spotřební výdaje: jsou-li spotřební výdaje veřejnosti závislé na reálném bohatství, křivka IS se bude posunovat, kdykoliv se bude měnit (snižovat) cenová úroveň.
V praxi však tento mechanismus nefunguje, protože pokud bude pokles cen dostatečně strmý, dojde k prolomení velkého počtu zaměstnavatelů, což s sebou strhne několik věřitelů (banky), kteří nebyli schopni získat zpět dlužné peníze.
Pigou tvrdil, že Keynesova General Theory byla nedostatečná v tom, že nespecifikovala vazbu mezi „peněžními zůstatky“ a stávající spotřebou, a že zahrnutí tohoto „efektu bohatství“ by učinil ekonomii schopnější v reakcích na propady v agregátní poptávce, než Keynes předpovídal. Protože je efekt odvozen ze změn reálných zůstatků, této kritice Keynesiánství se také přezdívá Efekt reálných zůstatků.

## Historie
Pigouův efekt poprvé popularizoval Arthur Cecil Pigou v roce 1943 v článku The Classical Stacionary State v časopise Economic Journal. Spojitost mezi spotřebou a zůstatky prosazoval již dříve a rok po zveřejnění General Theory, tedy v roce 1937, podal podobnou námitku i ekonom Gottfried Haberler.
V návaznosti na tradici klasické ekonomie Pigou upřednostňoval myšlenku „přirozených sazeb“, ke kterým by se ekonomika ve většině případů vrátila, i když připustil, že nominální rigidita Archivováno 21. 3. 2021 na Wayback Machine. může i po poptávkovém šoku stále zabránit návratu k přirozeným úrovním produkce. Pigou viděl „efekt skutečné rovnováhy“ jako mechanismus ke splynutí keynesiánských modelů s modely klasickými.

## Spojitost s keynesiánskou agregátní poptávkou
John Maynard Keynes argumentoval tím, že pokles agregátní poptávky by mohl snížit jak zaměstnanost, tak současně i cenovou hladinu, což je případ pozorovatelný u deflační deprese. V rámci IS-LM u keynesiánské ekonomiky formalizované Johnem Hickinsem by negativní agregátní poptávkový šok posunul křivku IS doleva; ve výsledku by současně klesající mzdová a cenová hladina posunula křivku LM dolů kvůli rostoucí nabídce reálných peněz – toto se označuje jako Keynesův efekt. Pigouův efekt by zase působil proti poklesu agregátní poptávky, a to prostřednictvím pozvednutí současných reálných zůstatků, které zvyšují výdaje skrze efektu příjmu, čímž by se křivka IS posunula zpět doprava.

## Pigouova hypotéza a past na likviditu
Ekonomika v pasti na likviditu nemůže využít stimulus k nárůstu vstupů, protože je zde příliš malá spojitost mezi osobním příjmem a poptávkou po penězích. John Hicks uvažoval, že toto by mohlo být dalším důvodem (spolu s nominální rigiditou Archivováno 21. 3. 2021 na Wayback Machine., jinak zvanou také cenová nebo mzdová lepivost) pro trvale vysokou nezaměstnanost. Nicméně, Pigouův efekt vytváří mechanismus, díky kterému může ekonomika z této pasti utéct:
1.      Roste nezaměstnanost,
2.      cenová hladina klesá,
3.      dochází k navýšení reálné hodnoty cenové bilance,
4.      rostou tedy i spotřební náklady,
5.      což vytváří jinou sadu IS křivek v IS-LM modelu, protínající LM křivky nad nízkou úrokovou sazbou na prahu pasti likvidity.
6.      Nakonec se ekonomika posune k nové rovnováze v plné zaměstnanosti.
Pigou dospěl k závěru, že k rovnováze se zaměstnaností pod mírou plné zaměstnanosti (při které musíme počítat s tzv. „přirozenou mírou nezaměstnanosti“) může dojít pouze pokud by byly ceny i mzdy „lepivé“ (tedy cenová lepivost).

## Kaleckiho kritika Pigouova efektu
Michał Kalecki Pigouův efekt kritizoval, protože předpokládal, že by požadována úprava "katastroficky zvýšila skutečnou hodnotu dluhů a následně by vedla k bankrotu velkoobchodů a krizi důvěry.“

## Pigouův efekt v Japonsku
Kdyby Pigouův efekt fungoval vždy silně, dalo by se očekávat, že politika téměř nulové nominální úrokové sazby  japonské centrální banky (Bank of Japan) by ukončila deflaci Japonska v 90. letech 20. století dříve.
Dalším zjevným důkazem proti Pigouovu efektu z Japonska může být jeho dlouhé období stagnace spotřebitelských výdajů, zatímco ceny klesaly. Pigou předpokládal, že klesající ceny způsobí, že se spotřebitelé budou cítit bohatší (a zvýší výdaje), ale japonští spotřebitelé měli tendenci nákupy odkládat, protože očekávali, že ceny budou dále klesat.

## Vládní dluh a Pigouův efekt
Robert Barro tvrdil, že se díky Ricardovské ekvivalenci za přítomnosti odkazového motivu veřejnost nenechá zmást myšlenkou, že je bohatší, když jim vláda vydává dluhopisy, protože státní dluhopisy musí být vypláceny z budoucího zvýšeného zdanění. Proto tvrdil, že na mikroekonomické úrovni by subjektivní úroveň bohatství byla snížena o podíl dluhu převzatého vládou. Následkem toho by dluhopisy neměly být na makroekonomické úrovni považovány za součást čistého bohatství. To naznačuje, že neexistuje způsob, jak by vláda mohla vytvořit „Pigouův efekt“ vydáním dluhopisů, protože celková úroveň bohatství se nezvýší.